# Imed Meniaoui
Imed Meniaoui (arabe : عماد المنياوي), né le 19 avril 1983 à Nefta, est un footballeur tunisien évoluant au poste d'attaquant.

## Clubs
- septembre 2011-août 2012 : La Palme sportive de Tozeur (Tunisie)
- août 2012-juillet 2014 : Étoile sportive de Métlaoui (Tunisie)
- juillet 2014-août 2017 : Club africain (Tunisie)
- août 2017-octobre 2020 : Étoile sportive de Métlaoui (Tunisie)
- octobre 2020-juillet 2022 : Club sportif de Hammam Lif (Tunisie)
- depuis juillet 2022 : Paris Sport et Culture (France)

## Palmarès
- Championnat de Tunisie (1) : 2015
- Coupe de Tunisie (1) : 2017